# Franz Burgmeier
Franz Burgmeier, född 7 april 1982 i Triesen, är en Liechtensteinsk före detta fotbollsspelare.

## Karriär
Burgmeier startade sin karriär i FC Triesen, innan han värvades av Vaduz år 2000. Där vann han flera gånger cupen i Liechtenstein, men efter att klubben två gånger misslyckats med att gå upp i schweiziska Super League lämnade han för FC Aarau 2005. Där stannade han bara en säsong innan han gick till Basel. Där stannade Burgmeier i två år och blev utlånad till FC Thun, innan han lämnade permanent för engelska Darlington. 2009 återvände han till sin gamla klubb FC Vaduz.
Franz Burgmeier spelar även för Liechtensteins landslag där han gjorde mål mot Portugal i oktober 2004, i en match som slutade 2-2 och innebar Liechtensteins första poäng någonsin i ett VM-kval.. Han gjorde matchens enda mål i en 1-0-seger mot Moldavien i Kvalspelet till Europamästerskapet i fotboll 2016.

## Meriter
Vaduz
- Challenge League: 2014
- Liechtensteins cup: 2001, 2002, 2003, 2004, 2005, 2010, 2011, 2013, 2014

Basel
- Schweiziska cupen: 2007

Individuellt
- Årets spelare i Liechtenstein: 2006